# Symptoom van Bell
Het symptoom van Bell is een symptoom dat zichtbaar is bij patiënten met een perifere verlamming van de nervus facialis. Als gevolg van complete uitval van de musculus orbicularis oculi kan het ooglid niet langer goed sluiten, waardoor bij een poging om de ogen te sluiten het fysiologisch omhoogdraaien van beide oogbollen zichtbaar wordt. Dit omhoogdraaien van de ogen is bij de meerderheid van de mensen aanwezig, maar door het gelijktijdig sluiten van de oogleden is dit verdedigingsmechanisme normaliter niet zichtbaar.
Omdat de ogen naar boven draaien, weten patiënten met een perifere verlamming van de nervus facialis niet dat hun oogleden niet goed sluiten. Hierin sluipt ook enig gevaar; 's nachts kan de cornea bij een slecht gesloten ooglid uitdrogen of gaan irriteren. Dit kan worden verholpen met methylcellulosedruppels.
Het symptoom is vernoemd naar de Schotse anatoom, chirurg en fysioloog Charles Bell, naar wie ook de acute idiopathische aangezichtsverlamming werd vernoemd, beter bekend als de paralyse van Bell, waarbij het symptoom van Bell ook optreedt.